# Свети Йоан Кръстител (Роженски манастир)
„Рождество на Свети Йоан Кръстител“ е православна църква в България, гробищен храм-костница на Роженския манастир, подчинен на Неврокопската епархия на Българската православна църква.

## История
Костницата е построена в 1597 година на 50 m северно извън манастирските стени. Църквата има наос и пронаос, от който се влиза в криптата-костница, където са събирани костите на починалите монаси. Според запазения ктиторски надпис в 1662 година при игумена Теодосий и митрополит Силвестър Мелнишки храмът е украсен със стенописи. Надписът е изписан с черен цвят на бял фон и е част от стенопис:
| „ | † ΑΝΗΓΕΡΘΗ Κ(Α)Ι ΑΝΙCΤΟΡIΘY Ο ΘHΟC ΟΥΤΟC Κ(Α)Ι ΠΑΝCΕΠΤΟC ΝΑΟC ΤΟΥ ΑΓΙΟΥ ΕΝΔΟΞΟΥ ΠΡΟ ΦYΤΟΥ ΠΡΟΔΡΟΜΟΥ Κ(Α)Ι ΒΑΠΤΙCΤΟΥ ΙΩΑΝΝΟΥ ΔHA ΕΞΟΔΟΥ ΤΟΥ ΠΑΝΟCΙΩΤΑΤΟΥ Κ(Α)Ι ΕΥΛΑ(ΒΕ)CΤΑΤΟΥ ΕΝ Y ΕΡΟΜΟ(Ν)Α(ΧΟΙC) Κ(ΥΡΙ)ΟΥ Κ(ΥΡΙ)ΟΥ ΘΕΟΔΩCΙΟΥ Κ(Α)Ι ΠΡΟΤΟCΗ ΓΓΚΕΛΟC, ΑΡΧΙΕΡΑΤΕΥΟΝΤΟC ΤΟΥ ΠΑΝΗ ΕΡΩΤΑΤΟΥ Κ(Α)Ι ΜΟ(Υ)CΙΚΟΤΑΤΟΥ ΜΙΤΡΟΠΟΛΙΤΟΥ ΜΕΛΕΝΗΚΟΥ Κ(ΥΡΙ)ΟΥ Κ(ΥΡΙ)ΟΥ CΙΛΒΕCΤΡΟΥ. ΕΤΗ ΑΠΟ X(ΡΙCΤ)ΟΥ 1662. ΕΝ ΜΙΝΗ ΙΟΥΛΙΟΥ ΕΙC I | “ |

Стенописите са в два реда, като в долната зона са изобразени светци в цял ръст, а в горната 12 сцени от житието на Йоан Кръстител – този цикъл е сред най-ранните и най-пълните на Балканите. Иконогарфската схема на стенописите е канонична и характерна за епохата.
Иконостасните икони вероятно са дело на зографа, изписал стенописите. От него е запазена и икона в църквата „Св. св. Петър и Павел“ в Мелник.